# Pacroscia decoui
Pacroscia decoui is een pissebed uit de familie Philosciidae. De wetenschappelijke naam van de soort is voor het eerst geldig gepubliceerd in 1981 door Albert Vandel.